# Camouflage M81 Woodland
Le motif Woodland est le nom du motif de camouflage par défaut des soldats américains, Marines, aviateurs, marins, de 1981 à 2012. 

## Histoire

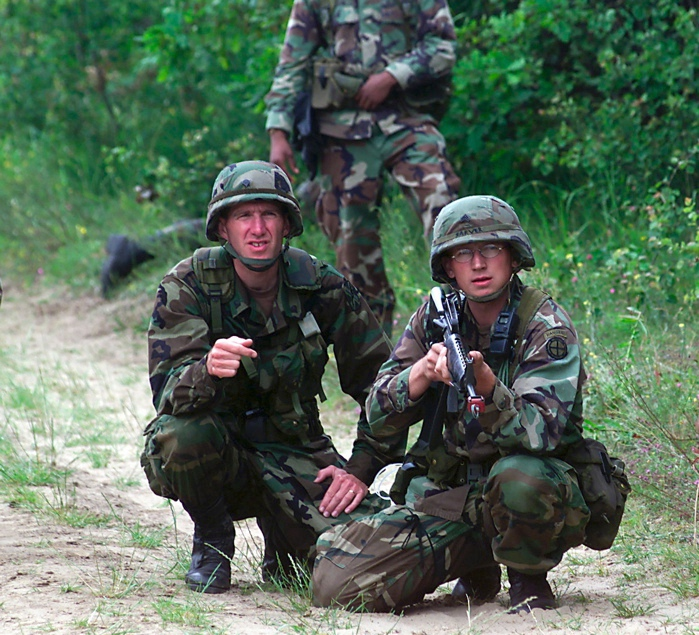
Troupes de la garde nationale des États-Unis pendant un exercice en 2000, portant le treillis standard camouflage M81 Woodland.

Le treillis M81 a été le standard jusqu'à 2006 environ,,. Il a été remplacé dans le corps des Marines par le camouflage MARPAT avec la mise en service du Marine Corps Combat Utility Uniform (uniforme de combat des Marines), et par le Universal Camouflage Pattern (motif de camouflage universel) utilisé par l'Army Combat Uniform (uniforme de combat de l'armée de terre). La marine américaine maintient son utilisation pour des unités et des organisations spécifiques. Les MARSOC RAIDER et les Seabee sont les principaux utilisateurs de cet uniforme en plus des marins portant le pantalon lorsqu'ils travaillent sur le pont d'envol des porte-avions. Les marins sur les navires ont adopté sur l'uniforme de travail de la Marine, et les membres de l'armée de l'air le Airman Battle Uniform qui utilise une version moderne du motif rayures de tigre. Le motif de camouflage M81 Woodland est encore en usage pour les combinaisons NBC, et a également été vu sur parkas délivrés au cours de la formation de base dans l'armée. Plusieurs équipes de maintien de l'ordre et SWAT utilisent également toujours le motif Woodland. Parmi eux, on trouve par exemple le LAPD SWAT, la DEA, le Portland Oregon SERT team, Boise SWAT, et même les équipes HRT du FBI.
Le motif Woodland est identique au motif ERDL, mais est imprimé à partir d'un élargissement du motif d'origine . Le motif ERDL a été élargi et les limites des taches ont été redessinées en les rendant moins régulières,. Une partie du motif antérieur a été laissé sur le nouveau modèle car leur élargissement éventuel aurait fait qu'il ne tenait plus sur la largeur du motif. Le motif ne se répète pas à l'horizontale sur toute la largeur du rouleau, mais uniquement selon la verticale le long de la longueur du rouleau.
L'élargissement du motif a eu pour effet de rendre le modèle plus visible à une distance, en évitant l'effet d’agglomération, où les petites zones de couleur semblent se fondre dans de plus grandes taches. Cela lui a donné un plus grand contraste, et le rend plus visible à courte distance. Cela anéantit l'effet de camouflage du motif Woodland à courte portée. Les motifs de camouflage numérique et Flecktarn résolvent ce problème en utilisant de petites taches qui convergent vers les plus grands à plus longue portée.
Ces changements reflètent un changement dans l'organisation tactique de l'armée des États-Unis. D'une guerre très courte portée type guerre du Viêt Nam, elle se focalise sur des combats à longue portée sur les champs de bataille en Europe.